# Елджін (Міннесота)
Елджін (англ. Elgin) — місто (англ. city) в США, в окрузі Вобаша штату Міннесота. Населення — 1115 осіб (2020).

## Географія
Елджін розташований за координатами 44°7′19″ пн. ш. 92°14′46″ зх. д. / 44.12194° пн. ш. 92.24611° зх. д. (44.121951, -92.246084).  За даними Бюро перепису населення США в 2010 році місто мало площу 2,38 км², уся площа — суходіл.

## Демографія
Згідно з переписом 2010 року, у місті мешкало 1089 осіб у 400 домогосподарствах у складі 295 родин. Густота населення становила 457 осіб/км².  Було 418 помешкань (176/км²).
Расовий склад населення:
| - 97,9 % — білих - 0,5 % — чорних або афроамериканців - 0,5 % — азіатів - 0,1 % — корінних американців |

До двох чи більше рас належало 0,9 %. Частка іспаномовних становила 2,0 % від усіх жителів.
За віковим діапазоном населення розподілялося таким чином: 31,6 % — особи молодші 18 років, 60,0 % — особи у віці 18—64 років, 8,4 % — особи у віці 65 років та старші. Медіана віку мешканця становила 31,0 року. На 100 осіб жіночої статі у місті припадало 101,7 чоловіків;  на 100 жінок у віці від 18 років та старших — 103,0 чоловіків також старших 18 років.
Середній дохід на одне домашнє господарство  становив 69 670 доларів США (медіана — 64 531), а середній дохід на одну сім'ю — 77 905 доларів (медіана — 68 971). Медіана доходів становила 50 882 долари для чоловіків та 38 456 доларів для жінок. За межею бідності перебувало 7,7 % осіб, у тому числі 7,4 % дітей у віці до 18 років та 0,0 % осіб у віці 65 років та старших.
Цивільне працевлаштоване населення становило 647 осіб. Основні галузі зайнятості: освіта, охорона здоров'я та соціальна допомога — 39,1 %, виробництво — 11,7 %, роздрібна торгівля — 10,7 %.